# The Thundermans: Undercover
The Thundermans: Undercover (Los Thundermans: Encubiertos en Hispanoamérica y Los Thundermans: Infiltrados en España) es una serie de televisión de comedia estadounidense desarrollada por Jed Spingarn, Sean W. Cunningham y Marc Dworkin. La serie es un  spin-off y secuela de The Thundermans (2013-2018) y The Thundermans Return (2024). Se estrenó en Nickelodeon el 11 de enero de 2025, con un adelanto después de la transmisión alternativa de la cadena del juego de comodines de la NFL. Posteriormente se estrenó oficialmente el 22 de enero de 2025.

## Trama
Tras los acontecimientos en The Thundermans Return, The Thundermans: Undercover sigue a Phoebe y Max, quienes son enviados de incógnito para manejar una nueva amenaza en la ciudad costera de Secret Shores y llevan a Chloe con ellos para desarrollar su talento de superhéroe. Esta nueva amenaza pronto involucra al misterioso villano Mastermind, que está conspirando para crear una nueva encarnación de la Liga de Villanos convocando a todos los villanos a Secret Shores.

## Reparto

### Principal
- Kira Kosarin como Phoebe Thunderman, una mitad de los Thunder Twins.[5] Cuando está de incógnito en Secret Shores, Phoebe trabaja como profesora de arte en la escuela Secret Shores a pesar de ser mala en ello, como se ve en la serie original. Posee aliento calorífico y gélido, telequinesis y "sentido del trueno".
- Jack Griffo como Max Thunderman, la otra mitad de los Thunder Twins. Cuando está de incógnito en Secret Shores, Max trabaja como subdirector de la escuela Secret Shores. Como es el gemelo de Phoebe, tiene exactamente los mismos poderes que ella.
- Maya Le Clark como Chloe Thunderman, la hermana menor de Phoebe y Max que puede teletransportarse.
- Nathan Broxton como Jinx, uno de los amigos de Chloe en Secret Shores. Es propenso a los accidentes y aprende rápidamente diferentes tecnologías.
- Kinley Cunningham como Kombucha "Booch", una de las amigas de Chloe en Secret Shores. Es una hippie espiritualista que vive en una yurta en la playa con su familia.

### Recurrente
- Daran Norris como Thunderford,[6] el asistente virtual de Max, Phoebe y Chloe en su condominio. El episodio "Marea y prejuicio" reveló que Thunderford era conocido como Waterford cuando High Tide vivía originalmente en el condominio.
- Dana Snyder como la voz del Dr. Colosso, un supervillano que tiene la forma de un conejo y es propiedad de los Thundermans.[2] El episodio "Todo sobre Steve" revela que el primer nombre del Dr. Colosso es Ebenezer.
  - Joe Echallier, Agnieszka Echallier y Glenn Williams son los titiriteros de la forma de conejo del Dr. Colosso.
- Michael Delleva como Wayland, el gerente de Splat By-The-Sea

### Invitado
- Chris Tallman como Hank Thunderman, el padre de Phoebe, Max y Chloe con la capacidad de volar y tiene superfuerza.[7]
- Rosa Blasi como Barb Thunderman, la madre electrocinética de Phoebe, Max y Chloe.[2]
- Diego Velazquez como Billy Thunderman, el hermano menor de Phoebe y Max y el mayor de Chloe que posee súper velocidad.[2]
- Ryan Ochoa como Malware, un supervillano con un Giga Guantelete consciente que quiere unirse a la encarnación de Mastermind de la Liga de Villanos.
- Nikolai Witschl y Darin De Paul como Mastermind, un misterioso supervillano que planea iniciar una nueva encarnación de la Liga de Villanos en Secret Shores. Witschl interpreta a Mastermind mientras De Paul le da voz.
- Daniele Gaither como la Súper Presidente Molamogollón, la líder de la Liga de Héroes a la que pertenecen los Thundermans.[2]
- Helen Hong como la Sra. Wong, propietaria de Splatburger y también de Splat By-The-Sea.[2]
- Jennifer Spence como la directora Taylor, directora de la escuela Secret Shores.
- Katrina Reynolds como Adele, la madre de Jinx.
- Toby Berner como Randy, el padre de Kombucha.
- Tony Alcantar como Brain Freeze, un villano con temática de vendedor de helados que audiciona para ser parte de la Liga de Villanos de Mastermind cuya arma induce Brain Freeze en cualquiera.
- Audrey Whitby como Cherry Seinfield, la mejor amiga de Phoebe que aún conserva sus habilidades basadas en chispas de la película El regreso de los Thunderman.[2]
- Lilimar Hernandez como Kitty Klaw, una supervillana con temática de gato y maestra ladrona con poderes de guepardo ultrarrápidos que está audicionando para unirse a la encarnación de Mastermind de la Liga de Villanos.[8]
- Jessica Marie Garcia como Brenda, una barista atlética y la última habitante de Secret Shores, con quien Phoebe y Max intentan hacerse amigos.[8]
- Max Malas como Steve, un estudiante de la Liga de Héroes con la habilidad de crear malvaviscos y s'mores.
- Geno Segers como High Tide, un superhéroe acuático y antiguo protector de Secret Shores que solía vivir en el condominio al que se mudaron Phoebe, Max y Chloe.
- Jeff Meacham como el director Tad Bradford, el director de la escuela secundaria Hiddenville.[2]
- Ben Francis como Stardust, un supervillano que genera y se convierte en polvo.
- Kenny Ridwan como Gideon.[2]
- Pyper Braun como Penny, la hermana menor del Capitán Perfecto, que también es experta en el uso de diferentes dispositivos.
- Gabrielle Nevaeh Green como Kiefer, la secuaz principal de Mastermind que sirve como reclutadora de la Liga de Villanos.

## Episodios
| N.º | Título original                   | Dirigido por          | Escrito por                                     | Fecha de lanzamiento original |
| --- | --------------------------------- | --------------------- | ----------------------------------------------- | ----------------------------- |
| 1   | «Thundercover»                    | Trevor Kirschner      | Jed Spingarn, Sean W. Cunningham y Marc Dworkin | 22 de enero de 2025           |
| 2   | «Faulty Powers»                   | Trevor Kirschner      | Jed Spingarn, Sean W. Cunningham y Marc Dworkin | 22 de enero de 2025           |
| 3   | «Bummer School»                   | Trevor Kirschner      | Jed Spingarn, Sean W. Cunningham y Marc Dworkin | 5 de febrero de 2025          |
| 4   | «The Parent Zap»                  | Trevor Kirschner      | Jed Spingarn                                    | 12 de febrero de 2025         |
| 5   | «Save the Date»                   | Jonathan A. Rosenbaum | Hannah Suria                                    | 12 de febrero de 2025         |
| 6   | «Cherry Bad Things»               | Jonathan A. Rosenbaum | Nora Sullivan                                   | 26 de febrero de 2025         |
| 7   | «Not So Fast and Furious»         | Wendy Faraone         | Scott Taylor                                    | 5 de marzo de 2025            |
| 8   | «For Your Spies Only»             | Wendy Faraone         | Angela Yarbrough                                | 12 de marzo de 2025           |
| 9   | «No Friend in Sight»              | Trevor Kirschner      | Samantha Martin                                 | 19 de marzo de 2025           |
| 10  | «All About Steve»                 | Phill Lewis           | Dan Serafin                                     | 26 de marzo de 2025           |
| 11  | «Tide and Prejudice»              | Trevor Kirschner      | Sean W. Cunningham y Marc Dworkin               | 2 de abril de 2025            |
| 12  | «Prank You Next»                  | Kira Kosarin          | Chris Tallman                                   | 9 de abril de 2025            |
| 13  | «From Dust Till Down»             | Phill Lewis           | Dicky Murphy                                    | 16 de abril de 2025           |
| 14  | «Summer of Secrets»               | Victor Gonzalez       | Hannah Suria                                    | 17 de julio de 2025           |
| 15  | «I Know What You Did This Summer» | Victor Gonzalez       | Nora Sullivan                                   | 17 de julio de 2025           |
| 16  | «The Summer I Turned Giddy»       | Wendy Faraone         | Wesley Jermaine Johnson y Scott Taylor          | 24 de julio de 2025           |
| 17  | «A Midsummer Night's Scheme»      | Wendy Faraone         | Dan Serafin                                     | 24 de julio de 2025           |
| 18  | «Cruel Summer»                    | Wendy Faraone         | Jed Spingarn                                    | 31 de julio de 2025           |
| 19  | «Endless Summer»                  | Wendy Faraone         | Sean W. Cunningham y Marc Dworkin               | 31 de julio de 2025           |

## Producción
Tras el éxito de The Thundermans Return, se anunció una serie derivada el 16 de mayo de 2024. La producción comenzó en agosto de 2024 en Vancouver, Columbia Británica. La primera temporada fue ordenada por 26 episodios, según el directorio del Writers Guild of America, y el episodio final de la temporada recibió sus créditos el 10 de enero de 2025.

## Recepción
Fernanda Camargo de Common Sense Media le dio a la serie 2 de 5 estrellas, afirmando que "ver The Thundermans: Undercover a veces se siente como ver un programa que intenta abordar críticas anteriores, pero termina cayendo en las mismas trampas", comparando este programa con la serie original.

### Premios y nominaciones
| Año  | Premio              | Categoría                                         | Nominado(s)                 | Resultado | Ref. |
| ---- | ------------------- | ------------------------------------------------- | --------------------------- | --------- | ---- |
| 2025 | Kids' Choice Awards | Programa de televisión infantil favorito          | The Thundermans: Undercover | Ganador   |      |
| 2025 | Kids' Choice Awards | Estrella de televisión masculina favorita (niños) | Jack Griffo                 | Ganador   |      |
| 2025 | Kids' Choice Awards | Estrella de televisión femenina favorita (niños)  | Kira Kosarin                | Ganadora  |      |
| 2025 | Kids' Choice Awards | Estrella de televisión femenina favorita (niños)  | Maya Le Clark               | Nominada  |      |